# Слободан Трифуновић
Слободан Трифуновић (Београд, 3. фебруар 1956) бивши је југословенски ватерполиста.

## Спортска биографија
Рођен је у Београду 3. фебруара 1956. године. У каријери је играо за ватерполо клуб КПК (Корчулански пливачки клуб) за који је наступао од 1969. до 1982. када је прешао у ривалски дубровачки Југ. У периоду док је играо за КПК освојио Куп победника купова 1978. године, а исте године је освојио и куп Југославије. Од 1982. до 1987. године је играч Југа из Дубровника са којим осваја титулу првака Југославије 1983. и 1985. године, као и југословенски куп 1983. године. Након напуштања Дубровника, од 1987. до 1990. године игра у Италији, где је и завршио играчку каријеру. Најпре је од 1987. до 1988. играо за Канотијери из Напуља, затим 1989. за Палермо, те 1990. године за екипу Салерна.
За репрезентацију Југославије Трифуновић је играо на Олимпијским играма 1980. године у Москви и био је члан екипе која је освојила сребрну медаљу. На Светском првенству 1978. у Западном Берлину освојио је бронзану медаљу. Сребро је освојио на Европском првенству 1977. у Јончепингу. На Медитеранским играма у Сплиту 1979. године освојио је златну медаљу.
Након престанка активног играња, Трифуновић је постао ватерполо тренер. Од 1990. до 1992. био је тренер ватерполисткиња Волтурна у Италији, са којима осваја италијанско ватерполо првенство за жене 1990, 1991. и 1992. године, потом је тренер Палерма. Затим је од 1993. до 2008. године тренер у Перту у Аустралији. Године 2010. неколико месеци је био селектор репрезентације Јапана.

## Успеси
Играч
Југославија
- медаље
- сребро : Олимпијске игре Москва 1980.
- бронза : Светско првенство Берлин 1978.
- сребро : Европско првенство Јенчепинг 1977.
- злато  : Медитеранске игре Сплит 1979.